# والیبال قهرمانی باشگاه‌های مردان جهان ۲۰۱۴
والیبال قهرمانی باشگاه‌های مردان جهان ۲۰۱۴ ۱۰امین دوره والیبال قهرمانی باشگاه‌های جهان بود که از ۵ تا ۱۰ مه به میزبانی بلو هوریزونته برزیل برگزار شد و در نهایت بلوگوری بلگورود قهرمان این دوره از مسابقات شد.

## سالن
- مینیرینیو آرنا، بلو هوریزونته، برزیل

## تیم‌های انتخاب شده
| تیم                 | واجد شرایط به عنوان                                  |
| ------------------- | ---------------------------------------------------- |
| ساداکروزیرو         | میزبان و قهرمان قهرمانی باشگاه‌های آمریکای جنوبی ۲۰۱۴ |
| اسپرانس             | قهرمانان قهرمانی باشگاه‌های آفریقا ۲۰۱۴               |
| متین ورامین         | قهرمان قهرمانی باشگاه‌های آسیا ۲۰۱۴                   |
| بلوگوری بلگورود     | قهرمان لیگ قهرمانان والیبال اروپا ۲۰۱۴               |
| گواینابو متس        | قهرمانی قهرمانی باشگاه‌های نورسکا ۲۰۱۴                |
| یو پی سی ان سن خوان | نایب قهرمان قهرمانی باشگاه‌های آمریکای جنوبی ۲۰۱۴     |
| ترنتینو             | وایلد کارت و قهرمان ۴ دوره باشگاه‌های جهان            |
| الریان              | وایلد کارت و نایب قهرمان قهرمانی باشگاه‌های آسیا ۲۰۱۴ |

## گروه بندی
| گروه A                                               | گروه B                                     |
| ---------------------------------------------------- | ------------------------------------------ |
| ساداکروزیرو بلوگوری بلگورود متین ورامین گواینابو متس | ترنتینو یو پی سی ان سن خوان الریان اسپرانس |

## فینال
| تاریخ  | ساعت  |                 | امتیاز |        | ست ۱  | ست ۲  | ست ۳  | ست ۴  | ست ۵ | مجموع | گزارش |
| ------ | ----- | --------------- | ------ | ------ | ----- | ----- | ----- | ----- | ---- | ----- | ----- |
| ۱۰ May | ۱۹:۲۰ | بلوگوری بلگورود | ۳–۱    | الریان | ۱۶–۲۵ | ۲۵–۲۱ | ۲۵–۲۱ | ۲۵–۱۵ |      | ۹۱–۸۲ | P2 P3 |

## رده‌بندی نهایی
| \| رتبه \| تیم \| \| ---- \| ------------------- \| \| 1 \| بلوگوری بلگورود \| \| 2 \| الریان \| \| 3 \| یو پی سی ان سن خوان \| \| ۴ \| ساداکروزیرو \| \| ۵ \| متین ورامین \| \| ۵ \| ترنتینو \| \| ۷ \| اسپرانس \| \| ۷ \| گواینابو متس \| |                     |
| رتبه | تیم                 |
| 1 | بلوگوری بلگورود     |
| 2 | الریان              |
| 3 | یو پی سی ان سن خوان |
| ۴ | ساداکروزیرو         |
| ۵ | متین ورامین         |
| ۵ | ترنتینو             |
| ۷ | اسپرانس             |
| ۷ | گواینابو متس        |

## جوایز
- باارزش ترین بازیکن:  دیمیتری موزرسکی (بلوگوری بلگورود)
- بهترین پاسور:  رافائل الیویرا (الریان)
- بهترین دریافت کننده:  سرگئی تتیوخین (بلوگوری بلگورود) -  ماتی کازیسکی (الریان)
- بهترین مدافع روی تور:  روبرت لندی سیمون (الریان) -  خوزه سانتوس جونیور (یو پی سی ان سن خوان)
- بهترین پشت خط زن:  والاس دسوزا (ساداکروزیرو)
- بهترین لیبرو:  آلن دومینگوس (الریان)